# 左卨
左卨，宋朝政治人物。
左卨曾于1101年接替孙植任华亭县知县一职，1102年由杨子方接任。